# رافاييل فيغا
رافاييل فيغا (بالإسبانية: Rafael Vega Hernández) هو منافس ألعاب قوى كولومبي، ولد في 22 أغسطس 1951.

## وصلات خارجية
- رافاييل فيغا على موقع اللجنة الأولمبية الدولية (الإنجليزية)
- رافاييل فيغا على موقع أوليمبيديا (الإنجليزية)